# Wasdroger

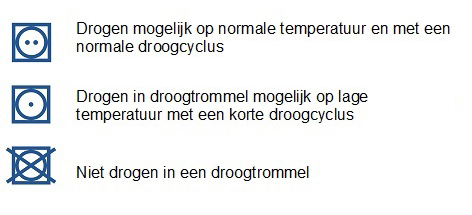
De verschillende pictogrammen voor het drogen van wasgoed met een droogtrommel, zoals dit wordt aangegeven op het wasvoorschrift

Een wasdroger, ook wel droogtrommel, droogautomaat, droogkast of droger genoemd, is een apparaat om wasgoed, nadat het gecentrifugeerd is, te drogen. Het vochtige wasgoed wordt in een trommel gedaan. Deze trommel draait rond terwijl er warme lucht doorheen geblazen wordt. In 2004 had ongeveer 60% van de Nederlandse huishoudens een wasdroger.

## Techniek
De wasdroger bezit een trommel die voorzien is van perforaties. Deze wordt via een doorgaans platte aandrijfriem aangedreven door een elektromotor. Tijdens het draaien stroomt warme lucht langs het wasgoed. Hiertoe is een verwarmingselement en een ventilator ingebouwd. De droger kan voorzien zijn van een instelbare tijdschakelaar, of een systeem waarbij de hoeveelheid restvocht wordt gemeten. Meestal is er een knop voor het drogen met lage temperatuur. De trommel, die met een snelheid van circa 5 omw/min ronddraait, draait afwisselend links- en rechtsom, zodat het wasgoed minder snel in de knoop raakt. Voor de veiligheid is de trommel voorzien van een deurcontact, hierdoor zal de draaiende trommel meteen stoppen als de deur wordt geopend. Bij andere modellen kan de deur alleen geopend worden als de droger uitgeschakeld is.

## Uiterlijk
De vorm en de afmetingen van een wasdroger zijn ongeveer zoals een wasmachine. Dat maakt het ook mogelijk om de wasdroger boven op de wasmachine te plaatsen, mits de wasmachine daarvoor geschikt is. De wasmachine is wel altijd het onderste apparaat, omdat deze veel zwaarder is en meer trillingen veroorzaakt door het hoge toerental. Ook kunnen hierdoor als hier ruimte voor is de wasmachine en de droger naast elkaar geplaatst worden.

## Verschillen
Er zijn twee verschillende methoden om het water af te voeren. De vochtige lucht kan via een flexibele slang naar buiten afgevoerd worden, of het vocht kan met een condensor opgevangen worden in een opvangbakje. Een luchtafvoerdroger is vlugger klaar dan een condensdroger, maar kost omgerekend meer energie. Een condensdroger vergt gemiddeld slechts een derde van de energie van een luchtafvoerdroger, vooral omdat de warmte binnen het apparaat blijft en niet nutteloos de ruimte in of naar buiten wordt geblazen. Een condensdroger is door meer onderdelen (extra ventilator, waterpomp en condensor) meer storingsgevoelig. Het water uit het bakje van een condensdroger kan nadat het is gefilterd ook gebruikt worden in een stoomstrijkijzer.
Een relatief nieuwe variant van de condensdroger is de warmtepompdroger. Deze machine is in staat warmte uit de omgevingslucht te halen door de compressie van koelmiddel (dat gebruikt wordt voor de condensatie) en niet van een weerstand. Warmtepompdrogers zijn daardoor zuiniger dan reguliere condensdrogers.
De temperatuur van de warme lucht is belangrijk. Als deze te hoog is, kan kunststof kleding gaan smelten. Moderne typen wasdrogers hebben een sensor waardoor de wasdroger stopt als de gewenste droogtegraad (strijk- of kastdroog) wordt bereikt. Sommige soorten textiel kunnen echter beter niet met de wasdroger gedroogd worden.

## Energieverbruik
Vanzelfsprekend kost het elektrisch vermogen om de lucht te verwarmen. De verwarming gebeurt met een verwarmingselement, wat een hoog energieverbruik tot gevolg heeft. Andere typen wasdrogers gebruiken gas- of warmtepomptechniek, dit om het energieverbruik te beperken.

## Brandgevaar
Als een wasdroger niet goed onderhouden wordt (bijvoorbeeld als de pluizenfilter niet wordt schoongehouden), kan er brand ontstaan. Jaarlijks ontstaan in Nederland enkele honderden woningbranden door het gebruik van wasdrogers. Volgens verzekeringsmaatschappij Interpolis, was dat de oorzaak van 5% van de bij haar gemelde woningbranden. Interpolis schat de totale schade per jaar in Nederland op zo'n vijf miljoen euro.
Het gevaar wordt vergroot, doordat wasdrogers vaak op zolder of in een berging staan, of 's nachts worden gebruikt vanwege de goedkopere nachtstroom. Daardoor wordt een beginnende brand niet direct opgemerkt.

## Droogkast
Voor het drogen van wasgoed kan men ook een droogkast gebruiken. Hierin kan het wasgoed worden opgehangen. Een ventilator en verwarmingselement zorgen voor een koude of warme luchtstroom in de kast. Men kan er schoenen, kleding en wasgoed mee drogen welke niet gedroogd mogen worden met een gewone wasdroger. Deze was kan als alternatief ook aan een waslijn of wasrek worden opgehangen om te drogen. 

## Voor- en nadelen
Voordelen
- Bespaart moeite van het uithangen van wasgoed
- Verkort de droogtijd

Nadelen
- Het apparaat neemt binnenshuis ruimte in
- Wasgoed slijt sneller
- Kosten voor aanschaf en energieverbruik
- Hoge ecologische voetafdruk (zowel in aanschaf als bij gebruik)